# Hypodryas intermedia
Hypodryas intermedia is een vlinder uit de familie Nymphalidae. De wetenschappelijke naam van de soort is voor het eerst geldig gepubliceerd in 1859 door Édouard Ménétries.